# 李豆罗
李豆罗（1946年7月12日— ），男，汉族，江西进贤人，中华人民共和国政治人物，1970年11月参加工作，1970年1月加入中国共产党。曾任南昌市人民政府市长、南昌市人大常委会主任等职务。

## 履历
1970年11月，任中共江西省进贤县三里公社党委副书记（主持工作）。
1973年4月，任共青团进贤县委副书记（主持全面工作）。
1975年12月，任中共进贤县委常委。
1976年2月，任中共进贤县委副书记、县革委会副主任。
1979年4月，任中共进贤县委副书记（主持全面工作）、县革委会主任。
1980年5月，任中共进贤县委书记兼县武装部第一政委、南昌预备役师二团政委。
1986年5月，任南昌市农委主任、党组书记。
1990年1月，任中共江西省新建县委书记兼县政协主席、县人武部党委第一书记、南昌预备役师三团政委（1988年9月至1991年7月在中央党校函授学院党政管理专业学习并毕业）。
1992年5月，任南昌市人民政府副市长。
1995年12月，任中共南昌市委常委，市人民政府副市长、党组副书记。
2000年1月，任中共南昌市委副书记。
2001年6月，任中共南昌市委副书记，市人民政府代市长、党组书记。
2001年7月，当选为南昌市人民政府市长，直到2006年11月离职转往人大。2010年1月，卸任南昌市人大常委会主任，退休。

## 退休生活
2010年1月，卸任南昌市人大常委会主任职务后，李豆罗当日即返回自己的家乡西湖李家。此后5年，他积极筹措资金，推动将家乡建成生态农业和旅游景区，吸引了不少游客前来参观。
2015年，李豆罗获得“2014中华文化人物”称号。
2016年，获得中央电视台“2015年度十大三农人物”称号。